# Лейбористська партія (Мальта)
Лейбори́стська па́ртія (англ. Labour Party, мальт. Partit Laburista), раніше відома як Майбористська партія Мальти — соціал-демократична партія Мальти. Разом з Націоналістичною партією є однією з двох основних політичних партій Мальти. Унаслідок парламентських виборів 2013 року є панівною партією, маючи 39 з 69 депутатських місць у парламенті. Лейбористська партія є членом Партії європейських соціалістів, входила до Соціалістичного інтернаціоналу до грудня 2014 року. Партія є демократично-соціалістичною за конституцією, хоча в останні роки рухається здебільшого в центристському напрямку.